# Ibanez Tube Screamer

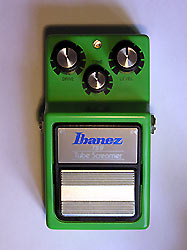
Ibanez TS-9 Tube Screamer

De Ibanez Tube Screamer is een serie overdrivepedalen voor elektrische gitaar van gitaarfabrikant Ibanez. De pedalen werden origineel ontwikkeld en gebouwd door gitaareffectenfabrikant Maxon en onder de vlag van Ibanez verkocht. De TS808 en de TS-9 behoren tot de meest gebruikte overdrivepedalen ter wereld en zijn een de facto standaard voor blues-gitaristen geworden.

## Geschiedenis

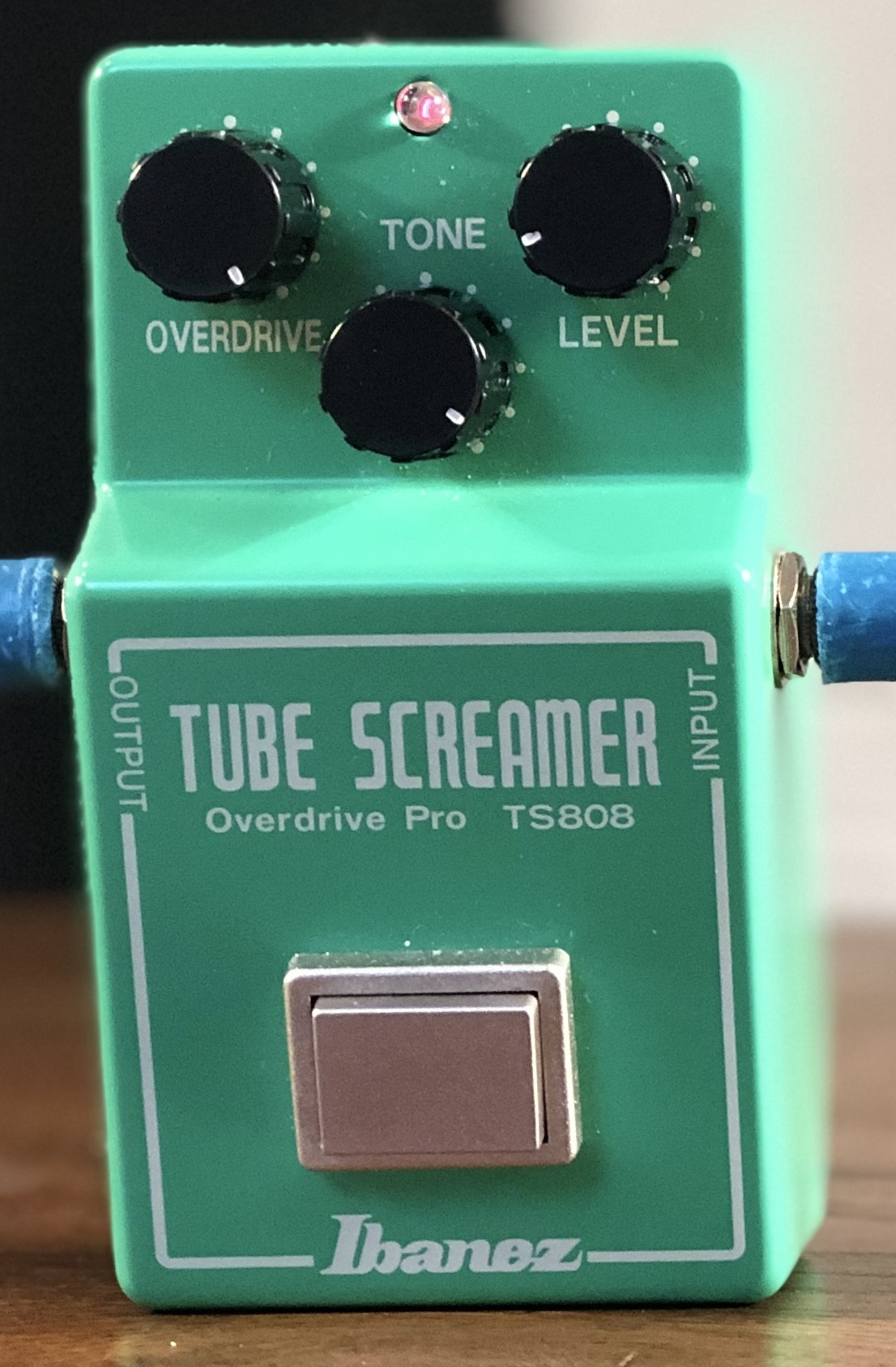
Een Ibanez TS-808 Tube Screamer

De TS-808 was de eerste uitvoering van de Tube Screamer die in 1977 werd ontwikkeld en van 1979 tot 1981 geproduceerd. De TS-808 maakte deel uit van een pedalenlijn genaamd Master Ten.
Onder meer doordat de schakelaar van de Master Ten-pedalen niet meer verkrijgbaar was werd een nieuwe behuizing met een ander type schakelaar ontworpen. Ook de OpAmp-chip JRC-4558 was moeilijk verkrijgbaar geworden. Daarop kwam Ibanez met een nieuwe versie, de TS-9, op de markt die deel uit maakte van de 9-serie. Deze had (met uitzondering van hele vroege modellen) een ander type OpAmp-chip (er werden verschillende types gebruikt). Volgens veel gitaristen zou deze anders klinken. Volgens Josh Scott, directeur en ontwerper van van JHS Pedals, is het verschil in klank nauwelijks aan de chip toe te schrijven maar aan de optelsom van alle componenten. Metingen die hij uitvoerde bij het ontwerpen van de JHS Bonsai wezen uit dat de enige klankverschillen tussen beide chips buiten het bereik van het menselijk gehoor liggen en “het klankverschil door de andere chip” dus als een moderne mythe te bestempelen is. Ook effectenbouwer Brian Wampler kwam tot diezelfde conclusie. De TS-9 werd van 1982 tot 1985 geproduceerd.
De ST-9 Super Tube Screamer was een variant waarbij er een regelbare mid-boost was toegevoegd. Deze zat in hetzelfde type behuizing als de TS-9.
De Metal Screamer uit 1985 was een Tube Screamer met een groter klankmatig bereik in het hoog en het laag. De term “Metal” was bedoeld om mee te liften op de metal-hype van midden jaren 1980, maar de klank van dit pedaal was geenszins geschikt om een metalklank mee op te wekken.
De Super Tube die in 1986 een paar maanden in productie was volgde het concept van de ST-9. De mid-boost-knop heette hierop “Bite” en de normale toonregelaar heette “Bright”. Deze zat in hetzelfde type behuizing als de Metal Screamer en zijn opvolger de TS-10, ontbeerde de naam Tube Screamer
Van 1986 tot 1988 had Ibanez de TS-10 Tube Screamer Classic op de markt. Dit pedaal kwam uit de Power Series-lijn die was ontworpen om goedkoper te zijn. Deze had flink wat veranderingen in het circuit. Zo is mid-boost minder extreem waardoor dit pedaal transparanter klinkt en een iets bijtender geluid voortbrengt. Een probleem van de Power Series-lijn was dat de aansluitingen niet op het chassis maar alleen op de printplaat gemonteerd zaten wat deze pedalen nogal kwetsbaar maakte.
De TS-5 kwam uit de Soundtank-serie die eerst in een metalen en later in een plastic behuizing zaten. Ze werden van 1989 tot 1999 geproduceerd. Het circuit leek erg op dat van de TS-9. De plastic pedalen hadden meer brom en ruis doordat de afschermende werking van een metalen omhulsel ontbrak.
Omdat de TS-808 en de TS-9 de populairste uitvoeringen bleven en deze op de tweedehandsmarkt steeds zeldzamer en duurder werden besloot Ibanez in 1993 de TS-9 opnieuw in productie te nemen. De TS-9-reissues die tussen 1993 en 1996 werden gemaakt waren op het oog niet te onderscheiden van het origineel. Zelfs de handleiding gaf 1981 als copyrightdatum aan. Wanneer deze werd opengemaakt bleek hier een andere chip in te zitten. Deze Toshiba-chip was echter zo hi-end dat deze niet zo geschikt was voor het verkrijgen van de “rauwe” klank van overdrive-pedalen. Veel mensen lieten deze chip dus vervangen door een geschikter type. Vanaf 1996 waren de reissues wel gemakkelijk herkenbaar doordat het CE-keurmerk op de onderzijde werd geplaatst.
In 1998 kwam Ibanez met de TS9DX Turbo Tube Screamer, een variant van de TS-9 die drie extra overdrive-modes had waardoor dit pedaal steviger kon "scheuren" en een groter bereik in het laag kreeg.
De TS-7 uit 1999 kwam uit de Tonelock-serie en zat in een vlakke grijze behuizing en had draaiknoppen die in de behuizing te drukken waren nadat deze waren ingesteld waardoor deze beschermd waren tegen stuk trappen. Bovendien konden de ingedrukte knoppen tijdens transport niet verdraaien waardoor de favoriete instelling niet steeds opnieuw moest worden ingesteld. Als extra had de TS-7 de “hot mode” waarmee extra output-volume werd toegevoegd waarmee een versterker dieper in de oversturing geboost kon worden.
De Tube Screamer werd vooral beroemd doordat Stevie Ray Vaughan hem gebruikte. Vreemd genoeg werd lange tijd algemeen aangenomen dat hij de TS-808 gebruikte terwijl hij in werkelijkheid de TS-9 en later de TS-10 gebruikte.
Een heruitgave van de TS-808 liet tot 2004 op zich wachten. Daarvoor had Ibanez een fabrikant van de typische vierkante schakelaars nodig. Ook Maxon dat sinds 2002 niet meer voor Ibanez werkt heeft ze onder hun eigen naam heruitgebracht als OD-808 en OD-9.
De originele TS-808 en de TS-9 en TS-10 uit de jaren 1970 en 1980 zijn inmiddels verzamelobjecten geworden waar honderden euro’s voor neergeteld worden. De aanwezigheid van de JRC-chip maakt de pedalen extra duur.

### Hedendaagse lijn
Er zijn anno 2019 meerdere varianten van de Tube Screamer verkrijgbaar. De re-issues van de TS-9 en TS-808, de TS-9DX zijn nog steeds te koop. Ook is er de TS-808DX Tube Screamer Overdrive Pro + Booster met een geïntegreerd schakelbaar boosterpedaal.
Een van de laatste versies die aan het arsenaal is toegevoegd is de Tube Screamer NTS waarin na het clipping-circuit een NuTube is verwerkt. NuTubes zijn elektronenbuizen in DIP-IC-formaat die Korg ontwikkelde. Ook is er een handgebouwde uitvoering (TS-808HW sinds 2009), een uitvoering voor basgitaar (TS-9B) en er is een kleine uitvoering (Tube Screamer Mini) waarbij om ruimte te besparen het batterijcompartiment en het buffercircuit zijn weggelaten. Op de NAMM van 2019 kwam de TSV808 uit die Ibanez samen met boutique-pedalenbouwer Vemuram heeft ontwikkeld. Ook werd wegens het veertig jarig bestaan van de Tube Screamer een jubileumuitvoering, de overdrive pro TS808, uitgebracht die in een robijnrode behuizing zit.
Daarnaast hebben vele andere merken pedalen met hun eigen interpretatie op het Tube Screamer-circuit op de markt.

## Ontwerp en klank
De oversturing van Tube Screamers wordt bereikt door symmetrische soft-clipping techniek, waarbij er een even aantal clipping-diodes (bij de Tube Screamer twee stuks) in de terugkoppeling van een OpAmp zijn geplaatst. Het pedaal werd ontworpen om te concurreren met de Boss OD-1. Boss had op dat moment al een patent op asymmetrische soft-clipping-techniek, dus die mocht niet gebruikt worden. 
Typisch voor soft-clipping-oversturing is dat het vervormde signaal aan het onvervormde signaal toegevoegd wordt waardoor het onvervormde geluid in het totaal hoorbaar blijft. Daarnaast is typerend voor de Tube Screamer dat de middentonen flink geboost worden (piek rond 700 en 800 Hz) voordat het signaal in het clippingcircuit komt. Dit levert een warme overdrive op die een licht overstuurde buizenversterker stevig kan boosten waardoor een warme zingende overdrive ontstaat.
Tube Screamers hebben meestal een gebufferde bypass wat inhoudt dat wanneer het pedaal uit staat het signaal nog steeds door een bufferschakeling heen gaat die het signaal eenmaal versterkt. De meeste Tube Screamers werken zowel op een 9 volt-batterij als op een standaard externe pedaalvoeding.
De Tube Screamers zitten meestal in lichtgroen gekleurde metalen pedaalbehuizing en hebben normaliter de drie knoppen die ook op de meeste andere oversturingspedalen zijn terug te vinden. Deze zitten ietwat verzonken opdat ze bij het schakelen niet kapot getrapt worden. Met de Drive-knop kan de mate van oversturing geregeld worden. De Tone-knop regelt de balans tussen hoge en lage tonen en de Level-knop regelt het uitgangsvolume.

## Trivia
- Toen Ibanez de TS-808 in 2004 heruitbracht namen ze contact op met Stevie Ray Vaughans gitaartechnicus Rene Martinez omdat men aannam dat Stevie Ray Vaughan de 808 gebruikte. Toen Martinez daarop vertelde dat Vaughan de TS-10 gebruikte en John Mayer, voor wie hij inmiddels werkte, ook de TS-10 gebruikte schoten de prijzen van dat vergeten pedaal omhoog.[3]
- Stevie Ray Vaughan gebruikte soms twee Tube Screamers achter elkaar voor wat in gitaristenjargon "tone stacking" heet.
- Het Tube Screamer-circuit zat ook in een aantal multi-effecten van Ibanez verwerkt.[4]
- De Tube Screamer wordt, hoewel dat op het eerste gezicht niet voor de hand lijkt te liggen, ook vaak door heavymetalgitaristen gebruikt. Het overstuurde geluid wordt dan met de versterker bereikt maar de Tube Screamer boost de middentonen en reguleert het diep-laag en het top-hoog van het gitaarsignaal voordat het in de versterker zwaar vervormd wordt waardoor de klank "strakker" wordt en de gitaar beter hoorbaar in de totaalmix van een metalband zit.

## Gebruikers
Een kleine greep uit de lijst van beroemde gebruikers van de Tube Screamer.
- Stevie Ray Vaughan
- John Mayer
- Eric Clapton
- The Edge (volgens zijn gitaartechnicus Dallas Schoo zou hij in 70 procent van zijn overstuurde geluiden een Tube Screamer gebruiken)
- Eric Johnson (boost zijn Fuzz Face met een Tube Screamer)

## Bekende concurrerende pedalen
De Tube Screamer was in de jaren 1980 het warmst klinkende low-gain pedaal op de markt. In die tijd lag de focus van pedalenfabrikanten vooral op hi-gain distortion en waren low-gain-pedalen een ondergeschoven kindje. De SD-1 en OD-1 van concurrent Boss hebben beide een asymmetrisch soft-clipping-circuit en niet de mid-boost van de Tube Screamer wat in een agressievere minder dynamische klank resulteert. 
Door de bluesrevival rond 1990 kwamen er meer fabrikanten met typische bluespedalen op de markt. Marshall bracht in 1991 de Blues Breaker op de markt die een stuk transparanter dan de Tube Screamer klonk, maar pas veel later populair werd. De Boss BD-2 BluesDriver kwam pas in 1995 en verwierf zijn eigen plek als blues-overdrive naast de Tube Screamer. De Nobels ODR-1 gebruikt een mix van hardclipping en softclipping gecombineerd met een unieke toonregeling die gelijktijdig zowel hoge- als middentonen aanpakt. Deze wordt vaak het geheime wapen van studiogitaristen in Nashville genoemd. Ook de Fulltone OCD en de Klon Centaur kunnen een transparante overdrive die voor blues geschikt is produceren ook al gebruiken die MOSFET-clippingtechniek (OCD) en hard-clippingtechniek (Klon).

## Kopieën
Bekende pedalen van andere fabrikanten met een Tube Screamer-stijlcircuit
- EHX East-River Drive
- TrueTone (Jekyll & Hide, Route 66, Route 808, Double Trouble)
- Mooer Green Mile
- Seymour Duncan 805
- JHS Bonsai
- Joyo/Harley Benton Vintage Overdrive
- Biyang X-drive
- Digitech Bad Monkey
- Hardwire CM-2 Tube Overdrive
- Vox Ice 9